# Park Hyung-sik
Park Hyung-sik (hangul: 박형식, hancha: 朴炯植; ur. 16 listopada 1991 w Yonginie), lepiej znany jako Hyungsik – południowokoreański piosenkarz i aktor, członek zespołu ZE:A.
Park zadebiutował w 2010 roku jako członek zespołu ZE:A. Grał główne role w serialach Hwarang (2016–2017) oraz Himssen-yeoja Do Bong-soon (2017).
Studiuje w Digital Seoul Culture Arts University na wydziale zarządzania (kor. 글로벌경영학과).
W 2017 roku podpisał kontrakt z United Artists Agency. 12 października 2021 roku United Artist Agency (UAA) poinformowała, że Park przeniósł się do nowej agencji P&Studio, która została założona wraz z jego menedżerami, z którymi współpracował od czasu działalności w ZE:A.

## Dyskografia
Single
| Rok  | Tytuł                                    | Uwagi                                 |
| ---- | ---------------------------------------- | ------------------------------------- |
| 2015 | „You’re My Love”                         | z Sangryusahoe OST                    |
| 2017 | „I’ll Be Here”                           | z Hwarang: The Poet Warrior Youth OST |
| 2017 | „Because of You” (kor. 그 사람이 너라서) | z Himssen-yeoja Do Bong-soon OST      |

## Filmografia

### Filmy
| Rok  | Tytuł                                  | Rola                       |
| ---- | -------------------------------------- | -------------------------- |
| 2011 | Ronin Pop                              | Kin                        |
| 2013 | Rysiek Lwie Serce                      | Justin (koreański dubbing) |
| 2017 | Trolle                                 | Branch (koreański dubbing) |
| 2017 | Two Lights: Relúmĭno (krótkometrażowy) | In Soo                     |
| 2019 | Baesimwondeul                          | Kwon Nam-woo               |

### Seriale
| Rok  | Tytuł                                                                | Rola                             | Stacja telewizyjna |
| ---- | -------------------------------------------------------------------- | -------------------------------- | ------------------ |
| 2010 | Geomsa princess                                                      | cameo (odc. 2)                   | SBS                |
| 2010 | Gyeolhonhae juseyo                                                   | stażysta (odc. 18)               | KBS2               |
| 2010 | Gloria                                                               | stażysta (odc. 11, 14)           | MBC                |
| 2012 | Neol gieoghae                                                        | Tae-sung                         | SBS                |
| 2012 | Babo eomma                                                           | Oh Soo-hyun                      | SBS                |
| 2012 | Neongkuljjae gulleoon danshin                                        | cameo (odc. 39)                  | KBS2               |
| 2013 | Drama Special: Sirius                                                | młody Do Eun-chang / Do Shin-woo | KBS2               |
| 2013 | Nine: Ahop beon-ui sigan-yeohaeng                                    | młody Park Sun-woo               | tvN                |
| 2013 | Spadkobiercy – Ten, kto chce nosić koronę, musi udźwignąć jej ciężar | Jo Myung-soo                     | SBS                |
| 2014 | Gajokggiri wae irae                                                  | Cha Dal-bong                     | KBS2               |
| 2015 | Chiljeonpalgi Goo Hae-ra                                             | Cha Dal-bong                     | Mnet               |
| 2015 | Ona była piękna.                                                     | on sam (cameo (odc. 5))          | MBC                |
| 2015 | Wyższe sfery                                                         | Yoo Chang-soo                    | SBS                |
| 2016 | Hwarang                                                              | Sammaekjong / Kim Ji-dwi         | KBS2               |
| 2017 | Strong Girl Bong-soon                                                | An Min-hyuk                      | JTBC               |
| 2018 | Suits                                                                | Go Yeon-woo                      | KBS2               |
| 2021 | Happiness                                                            | Jung Yi-hyun                     | tvN                |
| 2023 | Our Blooming Youth                                                   | Lee Hwan                         | tvN                |
| 2023 | Strong Girl Nam-soon                                                 | Ahn Min-hyuk (cameo)             | JTBC               |
| 2024 | Doktor Kryzys                                                        | Yeo Jeong-woo                    | JTBC               |
| 2025 | Buried hearts                                                        | Seo Dong-ju/ Huh Seong-hyen      | SBS                |

### Programy rewiowe
| Rok       | Tytuł                                             | Stacja telewizyjna | Uwagi                                                                |
| --------- | ------------------------------------------------- | ------------------ | -------------------------------------------------------------------- |
| 2011      | 2011 Idol Star Athletics Championships            | MBC                | srebro (sztafeta 4 × 100 metrów)                                     |
| 2012      | 2012 Idol Star Athletics – Swimming Championships | MBC                | srebro (sztafeta 4 × 100 metrów)                                     |
| 2012      | 2012 Idol Star Olympics Championships             | MBC                | złoto (łucznictwo, drużyna męska)                                    |
| 2012      | The Romantic & Idol                               | tvN                | obsada (razem z Nam Ji-hyun z 4minute)                               |
| 2013      | 2013 Idol Star Athletics – Archery Championships  | MBC                | złoto (łucznictwo, drużyna męska), brąz (sztafeta 4 × 100 metrów)    |
| 2013–2014 | Real Men                                          | MBC                | obsada                                                               |
| 2015      | Law of the Jungle: Indochina                      | SBS                | obsada                                                               |
| 2015      | The Racer                                         | SBS                | obsada                                                               |
| 2015      | Three Meals a Day                                 | tvN                | Fishing Village, odc. 1–3                                            |
| 2016      | Celebrity Bromance                                | MBig TV            | sezon 3 (razem z Ryeowookiem)                                        |
| 2017      | 2 Days & 1 Night                                  | KBS                | gościnnie z Parkiem Seo-joonem i Choi Min-ho (sezon 3, odc. 154–155) |

### Musicale
| Rok            | Tytuł                 | Rola        |
| -------------- | --------------------- | ----------- |
| 2011           | Neukdaeui yuhok       | Ban Hae-won |
| 2013           | Gwanghwamun Love Song | Ji-yong     |
| 2013           | Bonnie & Clyde        | Clyde       |
| 2013–2014 2016 | The Three Musketeers  | D’Artagnan  |

### Teledyski
| Rok  | Tytuł          | Artysta                      |
| ---- | -------------- | ---------------------------- |
| 2015 | „Someday”      | V.O.S                        |
| 2017 | „I’ll Be Here” | Park Hyung-sik (Hwarang OST) |

## Nagrody i nominacje
| Rok  | Nagroda                                         | Kategoria                                                  | Wynik     |
| ---- | ----------------------------------------------- | ---------------------------------------------------------- | --------- |
| 2013 | 13. MBC Entertainment Awards                    | Best Male Newcomer in a Variety Show (Real Men)            | Wygrana   |
| 2014 | 50. Baeksang Arts Awards                        | Najpopularniejszy aktor telewizyjny (Spadkobiercy)         | Nominacja |
| 2014 | 3. APAN Star Awards                             | Najlepszy nowy aktor (Gajokggiri wae irae)                 | Nominacja |
| 2014 | 14. MBC Entertainment Awards                    | Male Excellence Award in a Variety Show (Real Men)         | Nominacja |
| 2014 | 28. KBS Drama Awards                            | Najlepszy nowy aktor (Gajokggiri wae irae)                 | Wygrana   |
| 2014 | 28. KBS Drama Awards                            | Najlepsza para (razem z Nam Ji-hyun) (Gajokggiri wae irae) | Wygrana   |
| 2014 | 28. KBS Drama Awards                            | Popularity Actor Award (Gajokggiri wae irae)               | Nominacja |
| 2015 | 51. Baeksang Arts Awards                        | Najlepszy debiut aktorski (mężczyzna)                      | Nominacja |
| 2015 | 51. Baeksang Arts Awards                        | Nagroda popularności (mężczyzna)                           | Nominacja |
| 2015 | 10. A-Awards (Arena Homme + i Mont Blanc Korea) | Contemporary (Mont Blanc Homme) Award                      | Wygrana   |
| 2015 | 23. SBS Drama Awards                            | Excellence Award, Actor in a Miniseries (Wyższe sfery)     | Wygrana   |
| 2015 | 23. SBS Drama Awards                            | Najlepsza para (razem z Lim Ji-yeon) (Wyższe sfery)        | Nominacja |
| 2015 | 23. SBS Drama Awards                            | New Star Award (Wyższe sfery)                              | Wygrana   |
| 2016 | 52. Baeksang Arts Awards                        | Nagroda popularności (mężczyzna)                           | Nominacja |
| 2016 | 52. Baeksang Arts Awards                        | iQiyi Star Award                                           | Nominacja |
| 2017 | 53. Baeksang Arts Awards                        | Nagroda popularności (Himssen-yeoja Do Bong-soon)          | Nominacja |
| 2017 | 1st The Seoul Awards                            | Popularity Award, Actor (Himssen-yeoja Do Bong-soon)       | Wygrana   |
| 2017 | 2nd Asia Artist Awards                          | Popularity Award, Actor (Himssen-yeoja Do Bong-soon)       | Nominacja |
| 2017 | 31. KBS Drama Awards                            | Netizen Award – Male (Hwarang)                             | Nominacja |
| 2018 | 6. APAN Star Awards                             | Excellence Award, Actor in a Miniseries (Suits)            | Nominacja |
| 2018 | 32. KBS Drama Awards                            | Excellence Award, Actor in a Miniseries (Suits)            | Nominacja |
| 2018 | 32. KBS Drama Awards                            | Netizen Award                                              | Wygrana   |